# La Fleur
La Fleur, egentligen Sanna La Fleur Engdahl, född 10 oktober 1979 i Örebro är en svensk musikproducent och DJ. Hon driver skivbolaget Power Plant Records.

## Biografi
La Fleur inledde sin dj-karriär under mitten av 2010-talet. År 2006 bildade hon dj-duon Housewives tillsammans med dj:n och producenten Adeline Hedmar. Housewives släppte två EP:s och en remix på Kents Hjärta EP. Mellan åren 2007 och 2010 var hon, tillsammans med Hedmar, programledare för radioprogrammet P3 Dans.
2010 startade hon det berlinbaserade skivbolaget Power Plant Records, och släppte debut-EP:n Flowerhead. Låten som spelades av Pete Tong på BBC Radio 1 sålde slut på två veckor. Inom ramen för Power Plant lanserade La Fleur en klädkollektion tillsammans med designern Stacey DeVoe. Skivorna Eavesdropper (2012) och Feline (2013) har omslag illustrerade av konstnären Hans Arnold.
Sedan 2013 har La Fleur dj-residens på Watergate i Berlin och turnerar över hela världen. Hon har bland annat spelat på Berghain och Boiler Room och är en del av Hot Since '82:s turnerande showcase.
2015 vann hon Årets dans på P3 Guld.
25 augusti 2018 producerade hon sin första Essential Mix för BBC Radio1. 2018 släppte hon tillsammans med dj och producenten Sasha även singeln Förbindelse, vilken utnämndes till Essential new tune i BBC Radio 1.
La Fleur är utbildad farmaceut och arbetade under covid-19-pandemin på Karolinska universitetssjukhuset i Huddinge.
16 oktober 2023 släppte La Fleur dubbelsingeln Chian / Slowdive på skivbolaget Pias Électronique.  Det är den första singeln från kommande albumet Väsen.

## Diskografi

### Som La Fleur
| År   | Namn                    | Spår                                         | Skivbolag           |  |
| ---- | ----------------------- | -------------------------------------------- | ------------------- |  |
| 2010 | Flowerhead EP           | 1. Et La Fleur (06:59) 2. Flowerhead (06:02) | Power Plant Records |  |
| 2010 | Veris EP                |                                              | Melomane            |  |
| 2010 | Eavesdropper EP         |                                              | Power Plant Records |  |
| 2012 | Petals on fire          |                                              | Lo:Rise             |  |
| 2013 | Nightflow EP            |                                              | Watergate Records   |  |
| 2013 | Feline EP               |                                              | Power Plant Records |  |
| 2014 | Watergate 16            |                                              | Watergate Records   |  |
| 2014 | Arms around EP          |                                              | Power Plant Records |  |
| 2015 | Make a move EP          |                                              | Watergate Records   |  |
| 2016 | Hedione EP              |                                              | Watergate Records   |  |
| 2016 | Flowerhead Reprise EP   |                                              | Power Plant Records |  |
| 2017 | Right behind you        |                                              | Power Plant Records |  |
| 2018 | Exhaust                 |                                              | Truesoul            |  |
| 2018 | Outbreaker EP           |                                              | Watergate Records   |  |
| 2018 | Forbindelse feat. Sasha |                                              | Last night on earth |  |
| 2019 | Aphelion EP             |                                              | Power Plant Records |  |
| 2019 | Speicher 108            |                                              | Kompakt Extra       |  |
| 2020 | Ravenwaves EP           |                                              | Power Plant Records |  |
| 2023 | Chian / Slowdive        |                                              | PIAS Électronique   |  |

### Remixer[15]
- 2008 – David Ekenbäck Ft. Cherry - Nairu (DJ Nibc & La Fleur Remix)
- 2010 – Stuffa - Proof (La Fleur Remix)
- 2011 – Jesper Ryom - Godt Begyndt (La Fleur Remix)
- 2011 – Martin Dawson - Soft Synth (La Fleur Remix)
- 2012 – Magit Cacoon - Show Up Show Down (La Fleur Remix)
- 2012 – Adana Twins - Strange (La Fleur Remix)
- 2013 – Kerri Chandler - Mama (La Fleur Remix)
- 2014 – Jesper Ryom - Aviator EP (La Fleur Remix)
- 2014 – Jay Lumen - Our Freedom (La Fleur Remix)
- 2015 – Kate Boy - Open Fire (La Fleur Remix)
- 2015 – Ane Brun - Shape Of A Heart (La Fleur Remix)
- 2016 – andhim - Mr Bass feat. Super Flu (La Fleur remix)
- 2017 – Sasha - Trigonometry (La Fleur remix)
- 2017 – Zoo Brazil - Sand (La Fleur remix)
- 2017 – Francesca Lombardo - Remembrance (La Fleur remix)
- 2019 – Damian Lazarus & The Ancient Moons - Five Moons (La Fleur Remix)
- 2019 – Damian Lazarus & The Ancient Moons - Five Moons (La Fleur Dub)

### Som Housewives
| År   | Namn                               | Spår | Skivbolag        |
| ---- | ---------------------------------- | --- | ---------------- |
| 2009 | Dirty dancing EP                   | 1. Dirty dancing Original Mix 2. Dirty dancing Radio Edit 3. Dirty dancing Jake The Rapper Remix 4. Dirty dancing Jad Cooper Remix | Kinetika Records |
| 2012 | What's cooking on the dance floor? | 1. Eat me 2. Hot stuff 3. Eat Me Claire Ripley Remix 4. Hot Stuff Esther Duijn Finger Burner Remix                                 | Kinetika Records |